# Església de Sant Andreu de Castellbò
Sant Andreu de Castellbò és una església romànica del poble de Sant Andreu de Castellbò que ha adoptat el nom de l'església, en el municipi de Montferrer i Castellbò (Alt Urgell). Està protegida com a bé cultural d'interès local.

## Descripció
És una església d'una sola nau en volta de canó, molt modificada per les ampliacions. La planta és lleugerament trapezoïdal, seccionada amb arcs faixons apuntats, és encapçalada a llevant per un absis semicircular llis. Presenta una finestra absidal i dues més en la primitiva nau que donen al mur de migdia, on hi ha també la portalada de simples dovelles a la part afegida. És particularment singular la forma del campanar d'espadanya de dos ulls, recolzat sobre una part de l'absis tot seguint-ne la superfície cilíndrica; queda cobert en dues seccions, una més alta que l'altra, però seguint els dos pendents de la nau. L'aparell és fet de lloses de pedra gairebé col·locades en sec i ben conservades. A la façana de ponent hi ha un parell de filades en opus spicatum.
Situat a la base d'un Crist, hi ha una figura barroca de fusta policromada de Sant Andreu de principi del segle xviii.

## Història
El topònim de Sant Andreu apareix en un document de l'any 914 del monestir de Sant Serni de Tavèrnoles, on apareixen diversos cenobis de la vall de Castellbò sotmesos pel bisbe d'Urgell al monestir, entre els quals hi consta un Sant Andreu, tot i que s'especifica la seva ubicació. Com a indret de la vall de Castellbò, la seva història està íntimament vinculada a la del
vescomtat de Castellbò. L'església de Sant Andreu, sufragània de la de Santa Creu de Castellbò, ha estat annexada més recentment a la parròquia de Santa Maria de Castellbò.